# Abdoul Aziz Nikiéma
Abdoul Aziz Nikiéma (23 november 1988) is een Burkinees wielrenner.

## Carrière
In 2010, bij zijn eerste deelname, won Nikiéma de laatste etappe in de Ronde van Burkina Faso. Een jaar later werd hij nationaal kampioen op de weg bij de beloften.
Eind 2013, tijdens de door hem gewonnen Ronde van Burkina Faso, testte Nikiéma positief op het gebruik van methylhexanamine. Hij werd door de UCI voor achttien maanden geschorst en hij raakte zijn eindoverwinning in de ronde van zijn thuisland kwijt. Na zijn rentree won hij zowel in 2015 als in 2017 een etappe in diezelfde wedstrijd.

## Overwinningen
2010
10e etappe Ronde van Burkina Faso
2011
 Burkinees kampioen op de weg, Beloften
2013
Eindklassement Ronde van Burkina Faso
2015
6e etappe Ronde van Burkina Faso
2017
7e etappe Ronde van Burkina Faso